# Bubenrain
Bubenrain ist eine kleine Ortschaft der Stadt Aalen im Ostalbkreis in Baden-Württemberg.

## Beschreibung
Der Ort liegt nur wenige Meter östlich der zum Aalener Stadtbezirks Dewangen gehörenden Ortschaft Bernhardsdorf.
Bubenrain liegt am Hang des Tales des Stapfelbaches, der von Südosten nach Nordwesten zieht und in die Lein mündet.
Im Untergrund liegt Schwarzer Jura. Naturräumlich liegt der Ort im Albuchvorland, genauer auf den Liasplatten über Rems und Lein.

## Geschichte
Der Ort wurde das erste Mal 1835 erwähnt. 1854 wird Bubenrain als ein Ort mit zwei Häusern, die nur kurze Zeit vorher angelegt wurden, beschrieben. Auf der Urflurkarte von 1830 sind die Häuser noch nicht verzeichnet. In der Nähe soll ein Adelmannischer Mäderhof gestanden sein, der „längst“ abgegangen sei.